# Kaitlyn Dever
Kaitlyn Rochelle Dever (Phoenix, 21 dicembre 1996) è un'attrice statunitense.
È principalmente conosciuta per i suoi ruoli nelle serie televisive L'uomo di casa (2011-2021), Justified (2011-2015), Unbelievable (2019), Dopesick - Dichiarazione di dipendenza (2021) e per aver preso parte ai film Short Term 12 (2013), Beautiful Boy (2018) e La rivincita delle sfigate (2019). Nel corso della sua carriera ha ricevuto due candidature ai Golden Globe e una al Premio Emmy.

## Biografia
Kaitlyn Dever è nata a Phoenix, in Arizona, figlia di Tim e Kathy Dever e sorella maggiore di Mady e Jane. All'età di cinque anni si interessa per le arti dello spettacolo, a seguito del quale i suoi genitori decidono di mandarla a una scuola di recitazione. Durante l'infanzia pratica anche ginnastica, danza e pattinaggio, fino a quando si concentra sulla recitazione. Kaitlyn, insieme alla sua famiglia, si trasferisce a Dallas, in Texas, dove si iscrive al concorso Young Actors Studio di Dallas in un mese di programma di lavoro. Affinando le sue doti di attrice in studio, ha interpretato una serie di spot pubblicitari, prima di trasferirsi a Los Angeles.

### 2009-2012: gli inizi
Nel 2009 fa il suo debutto cinematografico nella pellicola An American Girl: Chrissa Stands Strong. Nel 2011 ottiene un ruolo da protagonista nella serie televisiva Justified e viene scritturata nella sitcom L'uomo di casa, al fianco di Tim Allen. A partire dalla settima stagione comincia a ricoprire un ruolo ricorrente per concentrarsi su altri progetti cinematografici e televisivi. Lo stesso anno prende parte al film Bad Teacher - Una cattiva maestra e ha una piccola parte nella pellicola J.Edgar diretta da Clint Eastwood. Nel 2012 riceve tre candidature ai Young Artist Award.

### 2013-2018: film indipendenti
Nel 2013 prende parte ai film The Spectacular Now e Short Term 12. L'anno seguente è presente nella commedia Dimmi quando, al fianco di Chloë Grace Moretz e Keira Knightley. Lo stesso anno recita nella pellicola Men, Women & Children di Jason Reitman. Nel 2017 ha un ruolo marginale nella pellicola Outside In ed è presente nei film We Don't Belong Here, All Summers End e Detroit. Nel 2018 è presente nel dramma politico The Front Runner - Il vizio del potere e nel film biografico Beautiful Boy, quest'ultimo al fianco di Timothée Chalamet.

### 2019-presente: la svolta

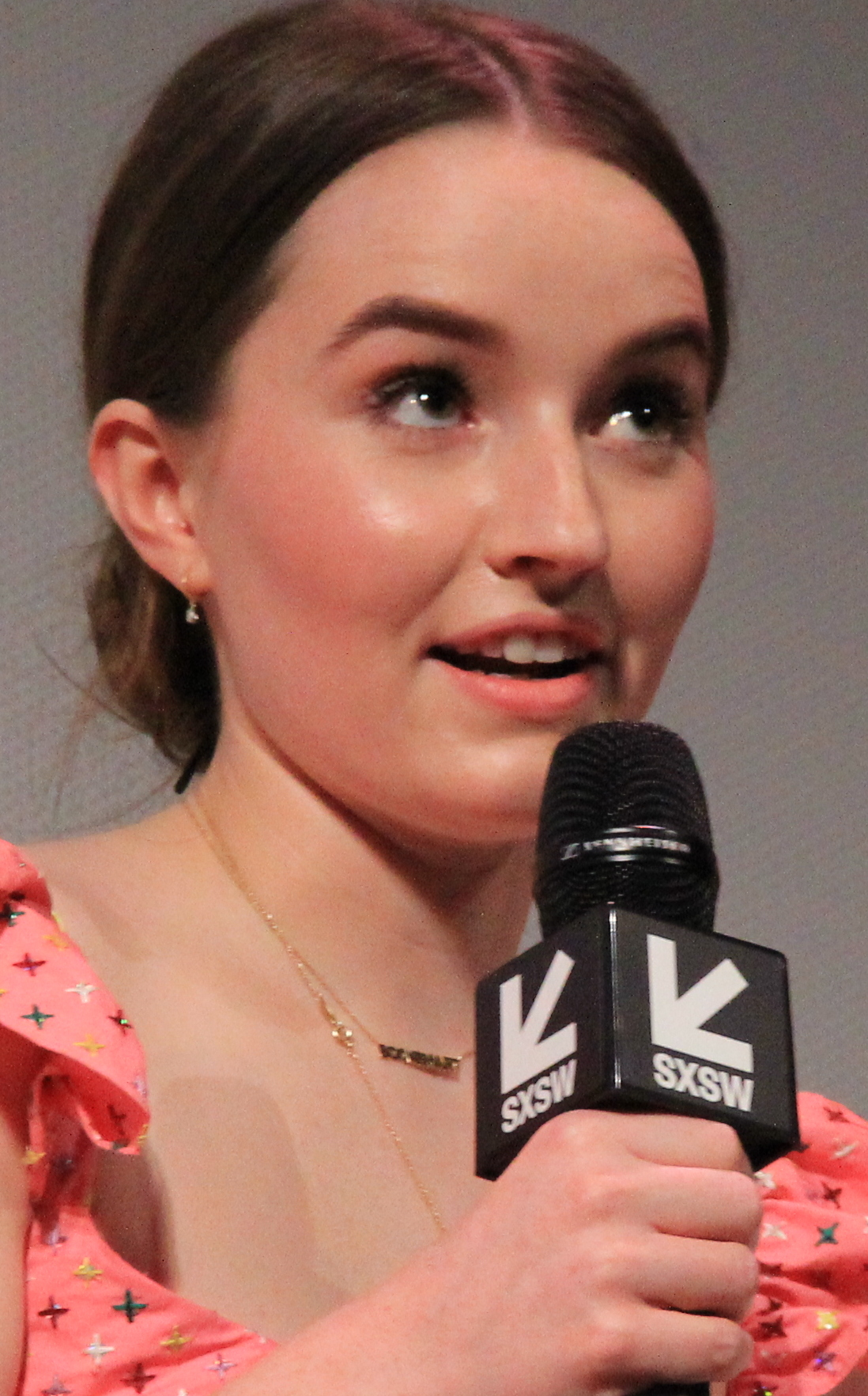
Kaitlyn Dever nel 2019

Nel 2019 è protagonista assieme a Beanie Feldstein dell'acclamata commedia La rivincita delle sfigate, diretta da Olivia Wilde. Nello stesso anno è protagonista della miniserie Netflix Unbelievable, al fianco di Toni Collette e Merritt Wever. La sua performance è stata elogiata dalla critica, ricevendo una candidatura al Golden Globe, e ai Critics' Choice Television Award.
Nel 2020 assieme alla sorella Mady, forma il duo musicale Beulahbelle, rilasciando il loro primo singolo "Raleigh". Nello stesso anno presta la sua voce per l'audiolibro di Audible When You Finish Saving The World, scritto da Jesse Eisenberg, ed è presente nella pellicola drammatica Caro Evan Hansen.
Nel 2021 è protagonista assieme a Michael Keaton della miniserie Dopesick - Dichiarazione di dipendenza. Grazie a questo ruolo ottiene la sua seconda candidatura al Golden Globe e la prima al Premio Emmy. Nel 2022 recita al fianco di George Clooney e Julia Roberts nella commedia Ticket to Paradise. Nello stesso anno è protagonista di Rosaline, commedia ispirata a Romeo e Giulietta, mentre l'anno seguente ottiene un altro ruolo da protagonista nella pellicola fanta-horror Nessuno ti salverà, in cui la performance della Dever viene particolarmente apprezzata dalla critica. Nel gennaio 2024 viene comunicato che avrebbe partecipato alla seconda stagione di The Last of Us, serie televisiva basata sull'omonima serie videoludica, dove interpreta il ruolo di Abby, uno dei personaggi principali della serie.
Nel 2025 ha interpretato la protagonista, l'influencer del wellness e truffatrice Belle Gibson, nella miniserie biografica australiana di Netflix Apple Cider Vinegar.

## Vita privata
Ad aprile 2025 ha dichiarato di avere una relazione sentimentale con l'attore Ethan Dawes.

## Filmografia

### Attrice

#### Cinema
- An American Girl: Chrissa Stands Strong, regia di Martha Coolidge (2009)
- Bad Teacher - Una cattiva maestra (Bad Teacher), regia di Jake Kasdan (2011)
- J. Edgar, regia di Clint Eastwood (2011)
- The Spectacular Now, regia di James Ponsoldt (2013)
- Short Term 12, regia di Destin Daniel Cretton (2013)
- Dimmi quando (Laggies), regia di Lynn Shelton (2014)
- Men, Women & Children, regia di Jason Reitman (2014)
- All Summers End, regia di Kyle Wilamowski (2017)
- We Don't Belong Here, regia di Peer Pedersen (2017)
- Outside In, regia di Lynn Shelton (2017)
- Detroit, regia di Kathryn Bigelow (2017)
- Beautiful Boy, regia di Felix Van Groeningen (2018)
- The Front Runner - Il vizio del potere (The Front Runner), regia di Jason Reitman (2018)
- La rivincita delle sfigate (Booksmart), regia di Olivia Wilde (2019)
- La prova del serpente (Them That Follow), regia di Britt Poulton e Dan Madison Savage (2019)
- Caro Evan Hansen (Dear Evan Hansen), regia di Stephen Chbosky (2021)
- Ticket to Paradise, regia di Ol Parker (2022)
- Rosaline, regia di Karen Maine (2022)
- Nessuno ti salverà (No One Will Save You), regia di Brian Duffield (2023)
- Dopo Oliver (Good Grief), regia di Dan Levy (2023)
- Chi segna vince (Next Goal Wins), regia di Taika Waititi (2023)

#### Televisione
- Make It or Break It - Giovani campionesse (Make It or Break It) – serie TV, episodio 1x01 (2009)
- Modern Family – serie TV, episodio 1x09 (2009)
- Private Practice – serie TV, episodio 3x14 (2010)
- Party Down – serie TV, episodio 2x07 (2010)
- The Mentalist – serie TV, episodio 3x14 (2011)
- Cinema Verite, regia di Shari Springer Berman e Robert Pulcini – film TV (2011)
- Curb Your Enthusiasm – serie TV, episodio 8x01 (2011)
- Justified – serie TV, 17 episodi (2011-2015)
- L'uomo di casa (Last Man Standing) – serie TV, 142 episodi (2011-2021)
- Unbelievable, regia di Susannah Grant, Ayelet Waldman, Michael Chabon – miniserie TV, 8 puntate (2019)
- The Premise - Questioni morali (The Premise) – serie TV, episodio 1x03 (2021)
- Dopesick - Dichiarazione di dipendenza (Dopesick), regia di Michael Cuesta, Barry Levinson, Patricia Riggen e Danny Strong – miniserie TV, 8 puntate (2021)
- Apple Cider Vinegar, regia di Jeffrey Walker – miniserie TV, 6 puntate (2025)
- The Last of Us – serie TV, episodi 2x01-2x02-2x07

#### Videoclip
- Graduation, Benny Blanco & Juice Wrld (2019)
- Raleight, Beulahbelle (2020)

### Doppiatrice
- Uncharted 4: Fine di un ladro (Uncharted 4: Thief's End) – videogioco (2016)
- Open Roads – videogioco (2024)

## Riconoscimenti
- Golden Globe
  - 2020 – Candidatura per la miglior attrice in una miniserie o film per la televisione per Unbelievable[11]
  - 2022 – Candidatura per la migliore attrice non protagonista in una serie, miniserie o film televisivo per Dopesick - Dichiarazione di dipendenza
- British Academy Film Awards
  - 2020 – Candidatura per la miglior stella emergente
- Critics' Choice Awards
  - 2020 - Candidatura alla miglior attrice in una miniserie o film TV per Unbelievable
  - 2022 - Candidatura per la migliore attrice non protagonista in una miniserie o film televisivo per Dopesick - Dichiarazione di dipendenza
  - 2024 - Candidatura per la migliore attrice protagonista in una miniserie o film televisivo per Nessuno ti salverà
- Premio Emmy[18]
  - 2022 – Candidatura per la migliore attrice non protagonista in una miniserie o film per la televisione per Dopesick – Dichiarazione di dipendenza
- Phoenix Film Critics Society
  - 2013 – Candidatura per la miglior performance giovanile in un ruolo principale o di supporto in Short Term 12
- Young Artist Award
  - 2011 – Candidatura per la miglior performance in una serie televisiva per Private Practice
  - 2012 – Candidatura per la miglior attrice di supporto in un film per Bad Teacher - Una cattiva maestra[5]
  - 2012 – Candidatura per la miglior attrice ricorrente in una serie televisiva per Justified
  - 2012 – Candidatura per la miglior attrice di supporto in una serie televisiva per L'uomo di casa

## Doppiatrici italiane
Nelle versioni in italiano delle opere in cui ha recitato, Kaitlyn Dever è stata doppiata da:
- Lucrezia Marricchi in Private Practice, L'uomo di casa, Bad Teacher - Una cattiva maestra, Beautiful Boy, The Front Runner - Il vizio del potere, Ticket to Paradise, Apple Cider Vinegar
- Emanuela Ionica in Modern Family, The Premise - Questioni morali, Dopesick - Dichiarazione di dipendenza, Rosaline
- Veronica Puccio in Men, Women & Children, Detroit, La rivincita delle sfigate
- Joy Saltarelli in Cinema Verite, The Spectacular Now, Dimmi quando
- Ludovica Bebi in Caro Evan Hansen[25], The Last of Us
- Sara Labidi in Unbelievable
- Martina Tamburello ne La prova del serpente
- Luna Iansante in Dopo Oliver
- Margherita De Risi in Chi segna vince

Da doppiatrice è sostituita da:
- Deborah Morese in Uncharted 4: Fine di un ladro